# Anatoly Golubev
Anatoly Golubev (tiếng Nga: Анатолий Голубев) là một nhà báo, nhà văn Liên Xô.

## Tiểu sử và sự nghiệp
Anatoly Golubev là một nhà văn Liên Xô nổi tiếng, chuyên viết về đề tài thể thao. Ông là tác giả của hơn 40 cuốn sách, bao gồm: tiểu thuyết, truyện vừa, các tuyển tập truyện ngắn và bút ký.
Là phóng viên của nhiều tờ báo và tạp chí khác nhau, ông đã có mặt trực tiếp ở tất cả các Đại hội Olympich được tổ chức sau Thế chiến II. Đặc biệt, trong các tác phẩm của mình, Anatoly Golubev đã chứng minh được rằng, thể thao chiếm một vị trí như thế nào trong cuộc sống, ông đã nói về con người thuộc thời đại mình với sự hình thành bộ mặt thể chất và đạo đức trong những năm cuối thế kỷ XX có nhiều biến cố phức tạp.

### Tác phẩm
- Chúng tôi sẽ chết như đã sống